# دستور الدنمارك
القانون الدستوري لمملكة الدنمارك (بالدنماركية: Danmarks Riges Grundlov)، المعروف أيضًا باسم الدستور (بالدنماركية: Grundloven، بالفاروية: Grundlógin، بالجرينلاندية: Tunngaviusumik inatsit)، هو دستور مملكة الدانمارك، الذي تسري قوانينه على مملكة الدانمارك: الدانمارك نفسها، وجرينلاند، وجزر فارو. اعتُمد أول دستور في عام 1849، والدستور الحالي يعود تاريخه إلى عام 1953. يُعد دستور الدنمارك أحد أقدم دساتير العالم. تغير دستور الدنمارك عدة مرات. تُعد صياغة الدستور عامة بما يكفي لتظل سارية حتى اليوم.
يعرِّف الدستور الدنمارك بأنها ملكية دستورية ذو نظام برلماني. ينشئ دستور الدنمارك فصلًا للسلطات بين الفولكتنغ (البرلمان الدنماركي)، الذي يسنّ القوانين، والحكومة، التي تنفذها، والمحاكم، التي تصدر الأحكام بشأنها. بالإضافة إلى ذلك، يمنح الدستور عددًا من الحقوق الأساسية لسكان الدنمارك، بما في ذلك حرية التعبير وحرية الاعتقاد وحرية التنظيم وحرية التجمع. تسري قوانين الدستور على جميع الأشخاص في الدنمارك، وليس على المواطنين الدنماركيين فقط.
أنهى اعتماد الدستور في عام 1849 حكم الملكية المطلقة وأقام حكم الديمقراطية. تحتفل الدنمارك باعتماد الدستور في 5 يونيو، وهو التاريخ الذي اعتُمد فيه أول دستور، من كل عام باعتباره يوم الدستور.
كان المبدأ الرئيسي للدستور هو الحد من سلطة الملك (الباب رقم 2). ينشئ الدستور ملكية دستورية ضعيفة نسبيًا تعتمد على مشورة الوزراء وعلى البرلمان في ما يخص صياغة التشريعات واعتمادها. أنشأ دستور عام 1849 برلمانًا من مجلسين، هو برلمان رغسدغين، الذي يتألف من مجلسي اللاندستينغ والفولكتنغ. يُعد أهم تغيير في دستور عام 1953 هو إلغاء الغرفة العليا للبرلمان (اللاندستينغ)، جاعلًا البرلمان برلمانًا من غرفة واحدة هو الفولكتنغ. كرّس الدستور أيضًا الحقوق المدنية الأساسية التي لا تزال واردة في الدستور الحالي: مثل الأمر بالمثول أمام القضاء (الباب 71)، وحقوق الملكية الخاصة (الباب 72)، وحرية التعبير (الباب 77).
لا يجوز للبرلمان الدنماركي (الفولكتنغ) سن أي قوانين قد تكون منافية للدستور. في حين لا توجد لدى الدنمارك محكمة دستورية، يمكن أن تعلن المحكمة العليا للدنمارك لادستورية القوانين وإبطالها.
يلزم تأكيد التغييرات المدخلة على الدستور بالأغلبية في فترتين برلمانيتين متتاليتين ثم بموافقة الناخبين من خلال استفتاء وطني.

## نبذة تاريخية

### خلفية
في أواخر القرون الوسطى وعصر النهضة، خففت مواثيق الهاندفستنغ من قوة الملك، إذ كان يلزم على كل ملك التوقيع على وثيقة تتويج قبل أن يقبله النبلاء كملك. أُلغي هذا التقليد في عام 1665 عندما تمكن الملك فريدريك الثالث ملك الدنمارك والنرويج من إقامة ملكية مطلقة وراثية بموجب قانون ليكس ريجيا (قانون الملك، باللغة الدنماركية: Kongeloven). كان هذا هو الدستور الرسمي المطلق الوحيد في أوروبا. بموجب قانون ليكس ريجيا، وُرثت السلطة المطلقة لقرابة 200 عام.
في بداية القرن التاسع عشر، كانت هناك حركة ديمقراطية متنامية في الدنمارك، ولم يقدم فريدريك السادس ملك الدنمارك سوى بعض التنازلات الصغيرة، مثل إنشاء المجالس الاستشارية في عام 1834 (باللغة الدنماركية: Rådgivende Stænderforsamlinger). لم تخدم هذه المحاولات سوى الحركات السياسية، التي كان الليبراليون القوميون وأصدقاء الفلاحين في طليعتها. عندما أصبح كريستيان الثامن ملكًا في عام 1839، استمر في اتباع الخط السياسي المتمثل في تقديم تنازلات ديمقراطية صغيرة، مع التمسك بالنظام الملكي المطلق.
في ذلك الوقت كانت الدنمارك في اتحاد شخصي بين مملكة الدنمارك ودوقية شلسفيغ، ودوقية هولشتاين، ودوقية ساكسونيا لاونبورغ، تحت مسمى الدولة الموحدة (باللغة الدنماركية: Helstaten)، ولكن قضية شلسفيغ هولشتاين تسببت في إحداث توترات. تحت شعار الدنمارك حتى نهر آيدر، شن الليبراليون القوميون حملة لكي تصبح دوقية شلسفيغ جزءًا لا يتجزأ من الدنمارك، مع فصل دوقية هولشتاين ولاونبورغ عن الدنمارك. كانت دوقية هولشتاين ودوقية ساكسونيا لاونبورغ آنذاك جزءًا من الاتحاد الفيدرالي الألماني، في حين لم تكن دوقية شلسفيغ عضوًا فيه. على الجانب الآخر، كان القوميون الألمان في دوقية شلسفيغ حريصين على إبقاء دوقية شلسفيغ ودوقية هولشتاين معًا، وأرادوا أن تنضم دوقية شلسفيغ إلى الاتحاد الألماني. توصل كريستيان الثامن إلى استنتاج مفاده أنه في حالة بقاء الدولة الموحدة، فإنه من الضروري وضع دستور يشمل الدنمارك ودوقية شلسفيغ ودوقية هولشتاين على حد سواء. قبل وفاته في يناير 1848، نصح وريثه فريدريك السابع بوضع مثل هذا الدستور.
في مارس 1848 وفي أعقاب سلسلة من الثورات الأوروبية، أثارت قضية شلسفيغ هولشتاين التوتر على نحو متزايد. عقب توجيه إنذار نهائي من دوقية شلسفيغ وهولشتاين، اشتدت الضغوط السياسية من جانب الليبراليين القوميين، واستعاض فريدريك السابع عن الحكومة الحالية بمجلس وزراء مارس، حيث عمل أربعة من زعماء أصدقاء الفلاحين والليبراليين القوميين، من بينهم دي جي. مونراد وأورلا ليمان، وكلاهما من الليبراليين القوميين. رُفض الإنذار النهائي من دوقية شلسفيغ وهولشتاين، وبدأت حرب شلسفيغ الأولى.

### صياغة وتوقيع أول دستور (1849)
صاغ مونراد المسودة الأولى للدستور، ثم قام ليمان بتحريرها. شملت مصادر الاستلهام دستور النرويج لعام 1814 ودستور بلجيكا. عُرض المشروع على الجمعية الدستورية للمملكة (Den Grundlovgivende Rigsforsamling). انقسمت الجمعية، التي تألفت من 114 عضوًا منتخَبين انتخابًا مباشرًا في أكتوبر 1848، و38 عضوًا عينهم فريدريك السابع، إلى ثلاثة جماعات مختلفة: الليبراليون القوميون، وأصدقاء الفلاحين، والمحافظون. كان النظام السياسي والقواعد التي تحكم الانتخابات موضوعًا رئيسيًا للمناقشة.
في 25 مايو 1849، أقرت الجمعية الدستورية الدستور الجديد، وفي 5 يونيو 1849 وقعه فريدريك السابع. لهذا السبب، يُعرف الدستور أيضًا باسم دستور يونيو. يُعرف يوم 5 يونيو بيوم الدستور وهو يوم عطلة وطنية في الدنمارك.
أنشأ الدستور الجديد برلمان رغسدغين، وهو عبارة عن برلمان من مجلسين، مجلس أعلى يُسمى اللاندستينغ، ومجلس أدنى يُسمى الفولكتنغ. في حين أن حقوق التصويت في كلا المجلسين هي نفسها، كانت انتخابات مجلس اللاندستينغ غير مباشرة، ومتطلبات الأهلية أكثر صعوبة. أعطى الدستور حق التصويت لـ15% من سكان الدنمارك. بسبب حرب شلسفيغ الأولى، لم يدخل الدستور حيز النفاذ بالنسبة لدوقية شلسفيغ، وتأجلت هذه القضية إلى ما بعد الحرب.

### الدستور الحالي (1953)
في عام 1953، ألغى الدستور الرابع للدنمارك الغرفة العليا للبرلمان (اللاندستينغ)، فأصبح للدنمارك برلمان من مجلس واحد. مكن هذا الدستور أيضًا الإناث من وراثة العرش (انظر خلافة العرش)، ولكن هذا التغيير ظل يميل إلى تفضيل البنين على البنات (وقد تغير هذا في استفتاء أُجري في عام 2009 بحيث يرث المولود الأول العرش بغض النظر عن نوع جنسه). أخيرًا، انخفض العدد المطلوب من الأصوات المؤيدة لتغيير الدستور إلى القيمة الحالية البالغة 40% من الناخبين.
في عام 2009، عُدل قانون خلافة العرش، المشار إليه في الدستور والذي يعتبر جزءًا لا يتجزأ منه، لإلغاء أفضلية الابن الأكبر الذكر لصالح الابن الأكبر المطلق. جرت الموافقة على هذه التغييرات في استفتاء عام.